# Porcupine, North Dakota
Porcupine är en ort i Sioux County i delstaten North Dakota, USA.